# AfD Saarland
Die AfD Saarland ist der saarländische Landesverband der rechtspopulistischen und rechtsextremen Partei Alternative für Deutschland (AfD). Der Landesverband wird von Carsten Becker als Landesvorsitzendem geführt. Bei der Landtagswahl 2022 erreichte die Landespartei drei Sitze im Saarländischen Landtag. Mit Christian Wirth als Spitzenkandidat trat die AfD im Saarland zur Bundestagswahl 2021 an und zog mit ihm als Abgeordneten in den 20. Bundestag ein.

## Geschichte
Die AfD Saarland wurde im Juni 2013 gegründet. Erster Landesvorsitzender wurde Johannes Trampert. Auf einem Landesparteitag in Dudweiler unterlag Trampert 2015 in einer Kampfabstimmung gegen Josef Dörr, worauf mehrere führende Mitglieder ihre Parteiämter niederlegten.
Der Bundesvorstand der Partei beschloss Ende März 2016, den Landesverband wegen „schwerwiegender Verstöße gegen die politische Zielsetzung und die innere Ordnung der Partei“ aufzulösen. Der bisherige Landesvorstand habe Kontakte zu Personen und Gruppen des äußersten rechten Randes gesucht. Der Landesverband bestritt die Vorwürfe und rief das Bundesschiedsgericht an, das den Beschluss zunächst aussetzte. Auf einem Landesparteitag in Völklingen wurde die Parteispitze daraufhin im Amt bestätigt. Ende April entschied der Bundesparteitag der Partei in Stuttgart mit 995 gegen 806 Stimmen, den Landesverband aufzulösen. Das Bundesschiedsgericht lehnte Ende Oktober 2016 den Antrag endgültig ab. Eine Auflösung des Landesverbandes sei unverhältnismäßig. In der Folge forderten die Bundessprecher Frauke Petry und Jörg Meuthen den Landesverband auf, nicht an der Landtagswahl 2017 teilzunehmen. Der Landesverband nahm dennoch an der Wahl teil und Bundessprecherin Petry zeigte sich anschließend „trotz aller Differenzen“ erfreut über deren Einzug in den Saarländischen Landtag.
Am 21. November 2019 wurde in einem internen Gutachten bestätigt, dass der Parteivorstand der AfD Saarland Wahlmanipulationen und Verstöße gegen das Parteiengesetz zu verantworten habe. Insgesamt 14 Einzelpunkte seien hinreichend nachweisbar. Damit sei die Amtsenthebung des gesamten Landesvorstandes angemessen.
Am 31. März 2020 setzte der AfD-Bundesvorstand den gesamten Vorstand der Saar-AfD aufgrund schwerwiegender Verstöße gegen Grundsätze oder Ordnung der Partei ab, es wurde ein Notvorstand eingesetzt, der aus den Bundesvorstandsmitgliedern Carsten Hütter, Joachim Paul und Stephan Protschka besteht. Der abgesetzte Vorsitzende Dörr bezeichnete die Vorwürfe als „absolut hirnrissig“. Am 3. Oktober 2020 wurde Christian Wirth neuer Landesvorsitzender.
Nachdem eine bereits eingereichte Landesliste für die Landtagswahl im März 2022 kurzfristig zurückgezogen worden war, konnte die Partei nur über Kreiswahllisten gewählt werden. Gegen vier dafür Verantwortliche, darunter mit dem stellvertretenden Vorsitzenden Christoph Schaufert und dem Beisitzer René Selzer zwei Mitglieder des Landesvorstands, leitete der Bundesvorstand im Januar 2022 Parteiausschlussverfahren ein. Am 22. Februar 2022 stellte die AfD Saarland ihr Wahlprogramm für die Landtagswahl mit dem Motto „Heimat ist wählbar“ im Rahmen einer Pressekonferenz vor – sie sprach sich darin u. a. für die Rückkehr zur Atomstromversorgung aus. Bei der Landtagswahl erhielt die AfD schließlich 5,7 Prozent der Stimmen und drei Mandate.

## Organisation

### Landesparteitag
Höchstes Parteiorgan ist der Landesparteitag. Er wählt den Landesvorstand, die Rechnungsprüfer und das Landesschiedsgericht. Dieses entscheidet über parteiinterne Streitigkeiten und kann Mitglieder ausschließen.

### Landesvorstand
Seit Oktober 2020 setzt sich der Landesvorstand aus folgenden Mitgliedern zusammen:
Landesvorsitzender: Carsten Becker
1. Stellvertreter LV: Dieter Müller
2. Stellvertreter LV: Rüdiger Klesmann
Landesgeschäftsführer: Hans Jank
Landesschatzmeister: Alexey Shvydkyi
Landesschriftführerin: Magdalena Schaufert
1. Beisitzer: Peter Groß
2. Beisitzer: Wladimir Klund
3. Beisitzer: Jörg Zengerli
4. Beisitzer: Werner Schwaben

### Kreisverbände
Im Saarland existieren sieben AfD-Kreisverbände: Merzig-Wadern, Neunkirchen, Saarbrücken Land, Saarbrücken Stadt, Saarlouis, Saarpfalz und St. Wendel.
| Kreisverband      | Vorsitzende(r)      |  |
| ----------------- | ------------------- |  |
| Merzig-Wadern     | Jörg Zengerli       |  |
| Neunkirchen       | Christoph Schaufert |  |
| Saarbrücken Land  | Josef Dörr          |  |
| Saarbrücken-Stadt | Werner Schwaben     |  |
| Saarlouis         | Carsten Becker      |  |
| Saarpfalz         | Markus Loew         |  |
| St. Wendel        | Rüdiger Klesmann    |  |

### Landesvorsitzende
| Parteivorsitzende(r) | Parteivorsitzende(r) | Amtszeit                    |
| -------------------- | -------------------- | --------------------------- |
|                      | Johannes Trampert    | Juni 2013 – April 2015      |
| Josef Dörr           | Josef Dörr           | April 2015 – März 2020      |
| Christian Wirth      | Christian Wirth      | Oktober 2020 – Oktober 2022 |
|                      | Carsten Becker       | Seit Oktober 2022           |

### Fraktionsvorsitzende
| Fraktionsvorsitzende(r) | Fraktionsvorsitzende(r) | Amtszeit       |
| ----------------------- | ----------------------- | -------------- |
| Josef Dörr              | Josef Dörr              | seit März 2017 |

### Junge Alternative Saarland
Die Junge Alternative Saarland ist der landesweit tätige Jugendverband der AfD Saarland.

## Wahlergebnisse
| Landtagswahlen | Landtagswahlen | Landtagswahlen | Landtagswahlen | Landtagswahlen      |
| Jahr           | Stimmenanzahl  | Stimmenanteil  | Sitze          | Spitzenkandidat(in) |
| -------------- | -------------- | -------------- | -------------- | ------------------- |
| 2017           | 32.971         | 6,2 %          | 3              | Rudolf Müller       |
| 2022           | 25.719         | 5,7 %          | 3              | –                   |

| Bundestagswahlen | Bundestagswahlen | Bundestagswahlen | Bundestagswahlen | Bundestagswahlen    |
| Jahr             | Stimmenanzahl    | Stimmenanteil    | Sitze            | Spitzenkandidat(in) |
| ---------------- | ---------------- | ---------------- | ---------------- | ------------------- |
| 2013             | 24.912           | 4,4 %            | 0                | Johannes Trampert   |
| 2017             | 58.920           | 10,1 %           | 1                | Christian Wirth     |
| 2021             | 57.629           | 10,0 %           | 1                | Christian Wirth     |
| 2025             | 129.201          | 21,6 %           | 2                | Carsten Becker      |

| Europawahlen | Europawahlen  | Europawahlen  |
| Jahr         | Stimmenanzahl | Stimmenanteil |
| ------------ | ------------- | ------------- |
| 2014         | 28.248        | 6,8 %         |
| 2019         | 48.057        | 9,6 %         |
| 2024         | 79.067        | 15,7 %        |

## Landtagsfraktion
Seit der Landtagswahl 2017 ist die AfD in Fraktionsstärke im Landtag des Saarlandes vertreten. Mitglieder der AfD in der 17. Wahlperiode des Landtages (seit 2022) sind: Josef Dörr (Fraktionsvorsitzender), Carsten Becker und Christoph Schaufert.
Der Fraktionsvorsitzende Josef Dörr sollte Anfang Februar 2022 aus der AfD Saar ausgeschlossen werden, er kündigte dagegen rechtliche Schritte an. Derzeit läuft ein Ausschlussverfahren gegen Dörr, er konnte sich jedoch dennoch im Juni 2024 im fünften Wahlgang den Vorsitz des Kreisverbandes Saarbrücker Land sichern.

## Landesgruppe RLP/Saarland im Deutschen Bundestag

### 2017–2021
Die Landesliste zur Bundestagswahl 2017 wurde zunächst auf einem Parteitag am 2. April 2017 in Sulzbach aufgestellt. Auf dem Delegiertenparteitag setzte sich Michel Dörr, der Sohn des Landesvorsitzenden Josef Dörr in einer Kampfabstimmung gegen den Saarbrücker Anwalt Christian Wirth durch. Nach einer erfolgreichen Klage des Kreisvorsitzenden in St. Wendel, Edgar Huber, gegen die Wahl der Landesliste vor dem Landgericht legte der Landesvorstand Berufung ein und setzte parallel dazu nochmals einen Parteitag am 2. Juli 2017 in Sulzbach zur Wahl einer zweiten Landesliste an. Diesmal durften im Gegensatz zum vorherigen Parteitag alle Mitglieder teilnehmen, da entsprechend dem Urteil des Landesgerichts die Landesliste laut Bundeswahlgesetz nicht von den Delegierten des Landesparteitags, sondern von eigens für eine Wahlversammlung gewählten Delegierten aufgestellt werden musste. Aus Zeitgründen konnte keine Wahl von Delegierten durchgeführt werden, sodass nun alle anwesenden Mitglieder über die Landesliste entschieden. Diesmal setzte sich Christian Wirth in der Kampfabstimmung gegen Michel Dörr durch. Das Oberlandesgericht wies den Einspruch des Landesvorstands zurück, sodass das Urteil des Landgerichts rechtskräftig und die zweite Landesliste bei der Bundeswahlleitung eingereicht wurde.
Die Landespartei zog mit dem Spitzenkandidaten Christian Wirth in den 19. Deutschen Bundestag ein, wobei dieser zusammen mit den eingezogenen Kandidaten der AfD Rheinland-Pfalz eine gemeinsame „Landesgruppe RLP/Saarland“ bildete.
| Abgeordneter    | Einzug über   | Funktionen / Mitgliedschaften                                   |
| --------------- | ------------- | --------------------------------------------------------------- |
| Christian Wirth | Listenplatz 1 | Stellvertretender Sprecher der Landesgruppe; Landesvorsitzender |

### 2021–2025
Die Landespartei zog mit dem Spitzenkandidaten Christian Wirth in den 20. Deutschen Bundestag ein.
| Abgeordneter    | Einzug über   | Funktionen / Mitgliedschaften                                   |
| --------------- | ------------- | --------------------------------------------------------------- |
| Christian Wirth | Listenplatz 1 | Stellvertretender Sprecher der Landesgruppe; Landesvorsitzender |

### Seit 2025
Erstmals konnte die AfD Saarland mit mehr als einem Mandat in den Deutschen Bundestag einziehen.
| Abgeordneter   | Einzug über   | Funktionen / Mitgliedschaften |
| -------------- | ------------- | ----------------------------- |
| Carsten Becker | Listenplatz 1 |                               |
| Boris Gamanov  | Listenplatz 2 |                               |